# كهف دابار
يقع كهف دابار في بلدية سانسكي موست، البوسنة والهرسك. وهو واحد من رافدي نهر دابار في قرية دونجي دابار.
لم يستكشف الكهف بعد، ولا يعلم أحد مدى طوله أو عمقه. ففي مدخله، نجد مساحة هائلة، وبدخول الكهف توجد بحيرة، تٌهجر في الفترات الماطرة والمثلجة.
منذ عدة عقود مضت، اكتشف سمندل الكهوف الأوروبي في بحيرة داخل الكهف، وهو أحد الأنواع المتوطنة من عصور ما قبل التاريخ التي نجت فقط في المياه الصافية للغاية والمساحات المظلمة. كشفت الأبحاث الأثرية أن الكهف كان مأهولًا في عصور ما قبل التاريخ، حيث تم العثور على الأشياء التي كان يستخدمها السكان المحليون في الحياة اليومية. كما عثر على بقايا المستوطنات الخشبية ("sojenica") بالقرب منها، والتي يعتقد بأنها ترجع لعهد الإيليريون.

## روابط خارجية
- Zvanični sajt općine Sanski Most
- Zvanični sajt komisije nacionalnih spomenika Bosne i Hercegovine